# Batanowci
Batanowci (bułg. Батановци) – miasto w Bułgarii, w obwodzie Pernik i gminie Pernik. W 2019 roku liczyło 2 032 mieszkańców.